# Bah Jambi I
Bah Jambi I is een bestuurslaag in het regentschap Simalungun van de provincie Noord-Sumatra, Indonesië. Bah Jambi I telt 4733 inwoners (volkstelling 2010).